# Pinscher
Pinscher és un tipus de gos desenvolupat originalment per a la cura de granges i la guàrdia, encara que avui dia es troben gairebé únicament com a gossos de companyia.

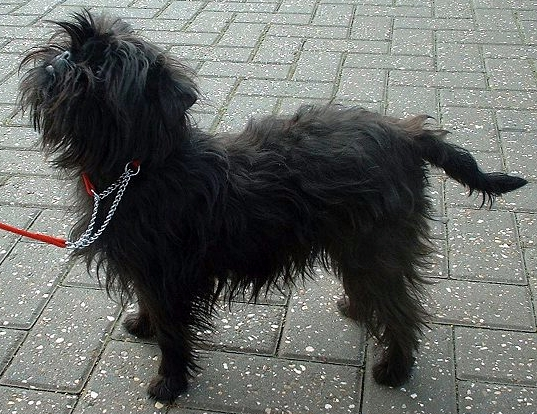
Affenpinscher.

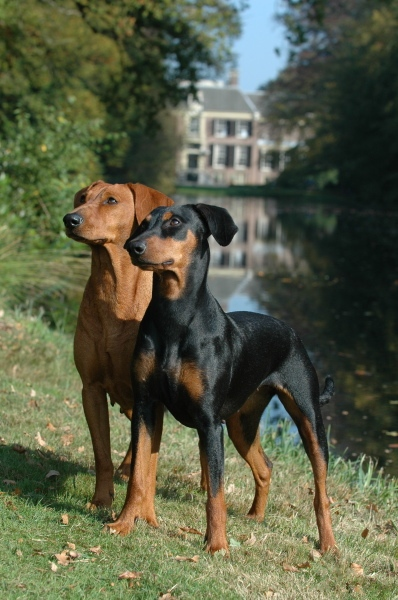
Pinscher alemany.

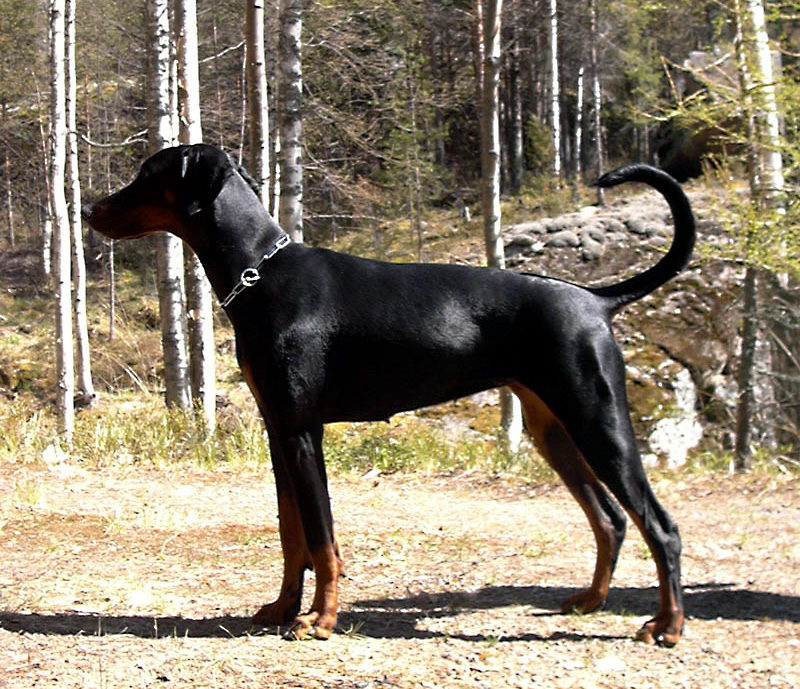
Dobermann Pinscher.

## Etimologia
L'American Heritage Dictionary descriu pinscher com a paraula d'origen alemany i significa "mossegador" que passa a l'anglès com a pinch, en referència al tall que la tradició els feia a les orelles per evitar ser mossegats per altres animals. L'Online Etymological Dictionary refereix el començament de l'ús de la paraula l'any 1926.

## Altura i pes
ALTURA: 45 a 50 cm
PES: 15-20 kg

## Caràcter
Són uns gossos extremadament intel·ligents, amb una capacitat i predisposició per aprendre molt gran i memòria prodigiosa, són gossos que necessiten la nostra atenció, ja que són molt aferrats als seus amos i requereixen constantment les seves carícies i afalacs.
És un gos molt valent i sempre planta cara als altres gossos, sempre defensa el seu territori.
És una raça ideal com a gos de companyia, ja que per la seva mida mitjana i pelatge curt, fa possible que pugui viure a casa i fins i tot defensar-la i donar l'avís si algú estrany hi entra. També són uns grans caçadors, això si, necessiten fer exercici cada dia.

## Salut
La raça és molt sana en general i no presenta problemes congènits. Per tenir un Pinscher alegre, equilibrat i feliç és primordial l'exercici diari, com així també una acurada i cuidada sociabilització. La seva longevitat és entre 12 a 15 anys.

## Races
La Federació Cinològica Internacional reconeix les races pinscher en el grup 2: Pinscher i Schnauzer - molosos tipus muntanya i són: 
- Dobermann (no. 143)
- Pinscher alemany (Deutscher Pinscher, no. 184)
- Pinscher miniatura (Zwergpinscher, no. 185)
- Affenpinscher (no. 186)
- Pinscher austríac (Österreichische Pinscher, no. 64)

En qualsevol cas, pot haver altres gossos de caça relacionats als quals es diu Pinscher no reconegudes per la FCI. A més, criadors i clubs han creat races del mateix nom.